# Gongdanglegi Kulon
Gongdanglegi Kulon är en distriktshuvudort i Indonesien.   Den ligger i provinsen Jawa Timur, i den västra delen av landet, 700 km öster om huvudstaden Jakarta. Gongdanglegi Kulon ligger 360 meter över havet och antalet invånare är 22 468.
Terrängen runt Gongdanglegi Kulon är platt åt nordväst, men åt sydost är den kuperad.Runt Gongdanglegi Kulon är det tätbefolkat, med 427 invånare per kvadratkilometer. Närmaste större samhälle är Kepanjen, 8,6 km nordväst om Gongdanglegi Kulon. Omgivningarna runt Gongdanglegi Kulon är en mosaik av jordbruksmark och naturlig växtlighet.